# Horyńgród Pierwszy
Horyńgród Pierwszy, Horyńgród (ukr. Гориньград Перший, Horyńhrad Perszyj) – wieś na Ukrainie, w obwodzie rówieńskim, w rejonie rówieńskim. W 2001 roku liczyła 477 mieszkańców.
W II Rzeczypospolitej Horyńgród należał do wiejskiej gminy Tuczyn w powiecie rówieńskim w woj. wołyńskim i liczył w 1921 roku 2042 mieszkańców.
Po wojnie miasteczko weszło w struktury administracyjne Związku Radzieckiego.